# A los cuatro vientos (Guernica)
A los cuatro vientos es una novela del director Dave Boling.
La trama se ubica en el pueblo de Guernica centrándose en el trágico suceso del bombardeo sucedido el 26 de abril de 1937.
Trata la historia de la familia Ansótegui. Encabezan la familia Pascual y Ángeles. La mujer se muere de repente y el marido tiene que cargar con sus 3 hijos: Justo, Josepe y Xabier. Pascual no se recupera de la muerte de su esposa y meses más tarde muere dejando a sus tres hijos huérfanos. Justo es el hermano mayor y se hace cargo del resto.
La historia se divide en 2 partes bien diferenciadas, antes y después del bombardeo:
1) Como es tradición Justo, al ser el mayor, se queda con el caserío mientras que Josepe y Xabier se tienen que marchar cuando se hacen mayores de edad.
Justo es considerado el chico más fuerte del lugar aunque bastante feo. Aun así conoce a M.ª Angeles y tienen una hija llamada Miren. Le gusta mucho la danza vasca. Su mejor amiga es Alaia, ciega de nacimiento, que durante su niñez vive en un convento.
Josepe se dedica a la pesca y tras un periplo viendo mundo se instala en la localidad costera de Lequeitio. Allí conoce a los hermanos Dodo y Miguel. Dodo, a pesar de su edad, es bastante reticente a la situación política y tras una trifulca con un guardia civil tiene que emigrar a Francia. Miguel se marea en el barco pesquero de su pable, el Egun On y por eso se va a vivir a Guernica donde trabajará de carpintero. Entonces conoce a Miren, hija de Justo. Se casan y tienen una niña llamada Catalina.
Xabier se mete a cura y le ubican en la Basílica de Begoña (Bilbao) donde tiene un feligrés muy conocido, el presidente de Euskadi José María Aguirre. Por eso está informado de la situación política en tiempos de la Segunda República española.
Todos los personajes son muy felices.
2) La crispación en la política vasca se agudiza. Bilbao es un fortín. Cuando Aguirre le comunica a Xabier el posible bombardeo de Guernica, este se dirige a la población vizcaína a advertir de este hecho a todos sus feligreses. La población es un poco escéptica, pero llega el día en que la Legión Cóndor alemana bombardea todo el pueblo. Entonces parte de nuestros protagonistas muere en el bombardeo.